# Sindrome di King-Kopetzky
La sindrome di King-Kopetzky (KKS), nota anche come disfunzione uditiva oscura (OAD) o disturbo dell'elaborazione uditiva (APD), è una condizione clinica in cui un individuo lamenta difficoltà nel comprendere il parlato in presenza di rumore di fondo, pur avendo soglie uditive normali all'esame audiometrico tonale puro.
Uno studio del 2000 suddivide i pazienti affetti da KKS in sette categorie:
- disfunzione dell'orecchio medio
- patologia cocleare lieve
- disfunzione uditiva del sistema efferente olivococleare mediale centrale
- disfunzione uditiva
- problemi puramente psicologici
- patologie uditive multiple
- disfunzione uditiva combinata con problemi psicologici
- categoria sconosciuta, in cui non si rileva alcuna compromissione

## Epidemiologia e storia
Il disturbo dell’elaborazione uditiva è stato descritto per la prima volta quasi un secolo fa. Si tratta di una condizione relativamente comune, riconosciuta come un gruppo clinicamente distinto nelle cliniche audiologiche o otorinolaringoiatriche, con una prevalenza stimata tra l’1% e il 10%.
Colpisce dal 2% al 7% dei bambini. È stato riportato che il 20% degli adulti presenta almeno una forma di disturbo dell’elaborazione uditiva. La prevalenza raggiunge il 40% nei bambini con difficoltà di apprendimento, causando importanti ripercussioni psicologiche, scolastiche e socio-professionali.

## Eziologia
Diversi studi hanno dimostrato che molti pazienti con sindrome di King-Kopetzky presentano una storia familiare di problemi uditivi.

## Patogenesi
Si ritiene che l’APD derivi da una connettività neurale anomala lungo il percorso uditivo, dalla coclea alla corteccia uditiva e viceversa, suggerendo che siano compromessi sia i processi bottom-up che quelli top-down coinvolti nella percezione uditiva.

## Clinica

### Segni e sintomi
Il sintomo principale dei soggetti affetti da KKS è la difficoltà percepita nel riconoscere e comprendere il parlato in ambienti rumorosi. In alcuni pazienti è possibile dimostrare lievi alterazioni della funzione uditiva, ad esempio un peggioramento del rapporto segnale-rumore per il parlato, in altri, tutte le misurazioni dell’udito risultano normali.

## Trattamento
Attualmente, la gestione clinica dei pazienti con sindrome di King-Kopetzky è estremamente variabile. Alcuni centri inviano questi pazienti a terapisti dell’udito o audiologi riabilitativi per eseguire indagini come i test Nottingham IHR e per definire diversi piani di trattamento. I trattamenti includono:
- training uditivo
- consulenza psicologica
- tecniche di rilassamento
- istruzione alla lettura labiale
- terapia cognitivo-comportamentale

Non esistono evidenze sull’efficacia di questi trattamenti per questo gruppo di pazienti, né vi è consenso su quali risultati possano rappresentare un cambiamento significativo dello stato clinico.